# 黎逊
黎遜（1430年—1489年），字希讓，貴州宣慰司民籍，治《春秋》，年二十八歲中式天順元年丁丑科第三甲第四十八名進士。閏十二月二十一日生，行二，曾祖黎正立；祖黎文貴；父黎彬；母李氏；繼母王氏。具慶下，妻王氏，兄通（巡檢），弟適；暹；迪。由國子生中式雲南鄉試第十六名舉人，會試中式第五十九名。湖广长沙知府。